# Basabitti
Basabitti (nep. बसाबित्ती) – gaun wikas samiti w środkowej części Nepalu w strefie Dźanakpur w dystrykcie Mahottari. Według nepalskiego spisu powszechnego z 2001 roku liczył on 911 gospodarstw domowych i 5497 mieszkańców (2641 kobiet i 2856 mężczyzn).